# غاري باكلي
غاري باكلي (بالإنجليزية: Gary Buckley)‏ هو لاعب كرة قدم بريطاني في مركز الوسط، ولد في 3 مارس 1961 في مانشستر في المملكة المتحدة. لعب مع بريستون نورث إيند ومانشستر سيتي ونادي بوري.